# Dicranomyia megacauda
Dicranomyia megacauda är en tvåvingeart som beskrevs av Alexander 1924. Dicranomyia megacauda ingår i släktet Dicranomyia och familjen småharkrankar. Inga underarter finns listade i Catalogue of Life.